# Jerewanski Awtomobilny Sawod
Koordinaten: 40° 12′ 43″ N, 44° 30′ 41″ O
Das Jerewanski Awtomobilny Sawod (armenisch Երևանի ավտոմոբիլային գործարան, russisch Ереванский Автомобильный Завод), kurz auch als JerAZ oder ErAZ geführt, war ein Hersteller von Kleintransportern in der Stadt Jerewan. Das Unternehmen wurde 1964 als sowjetischer Staatsbetrieb gegründet und meldete 2002 Insolvenz an.

## Geschichte

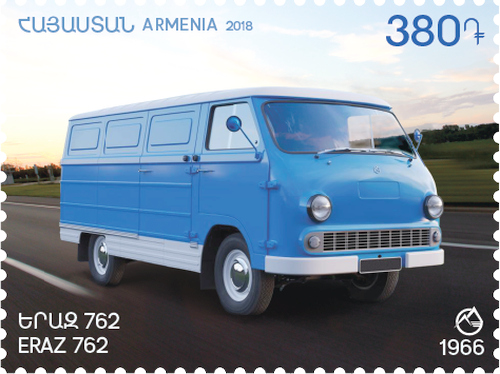
Ein JerAZ-762B auf einer armenischen Briefmarke (2018)

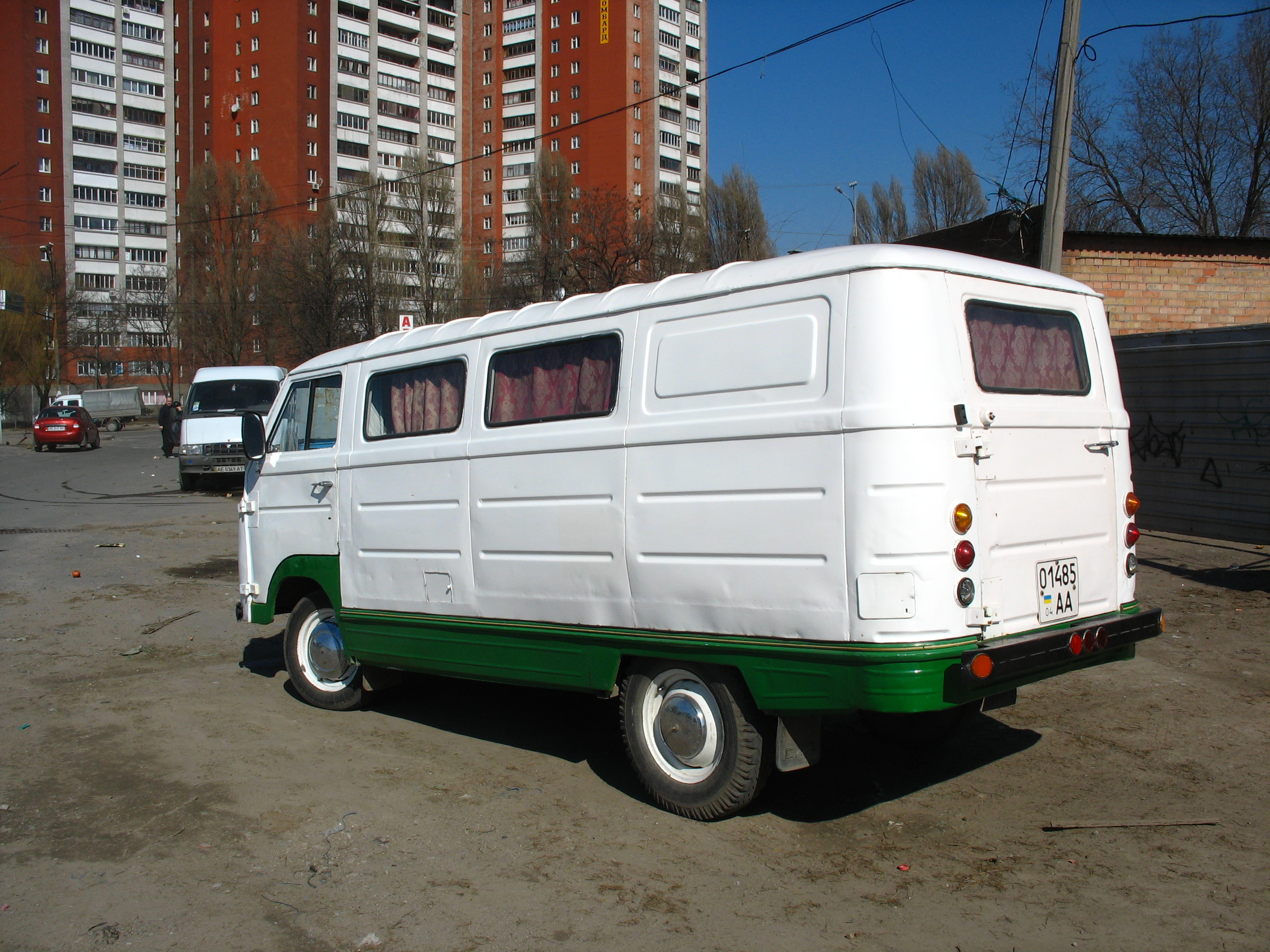
Seitenansicht eines JerAZ-762W (2007)

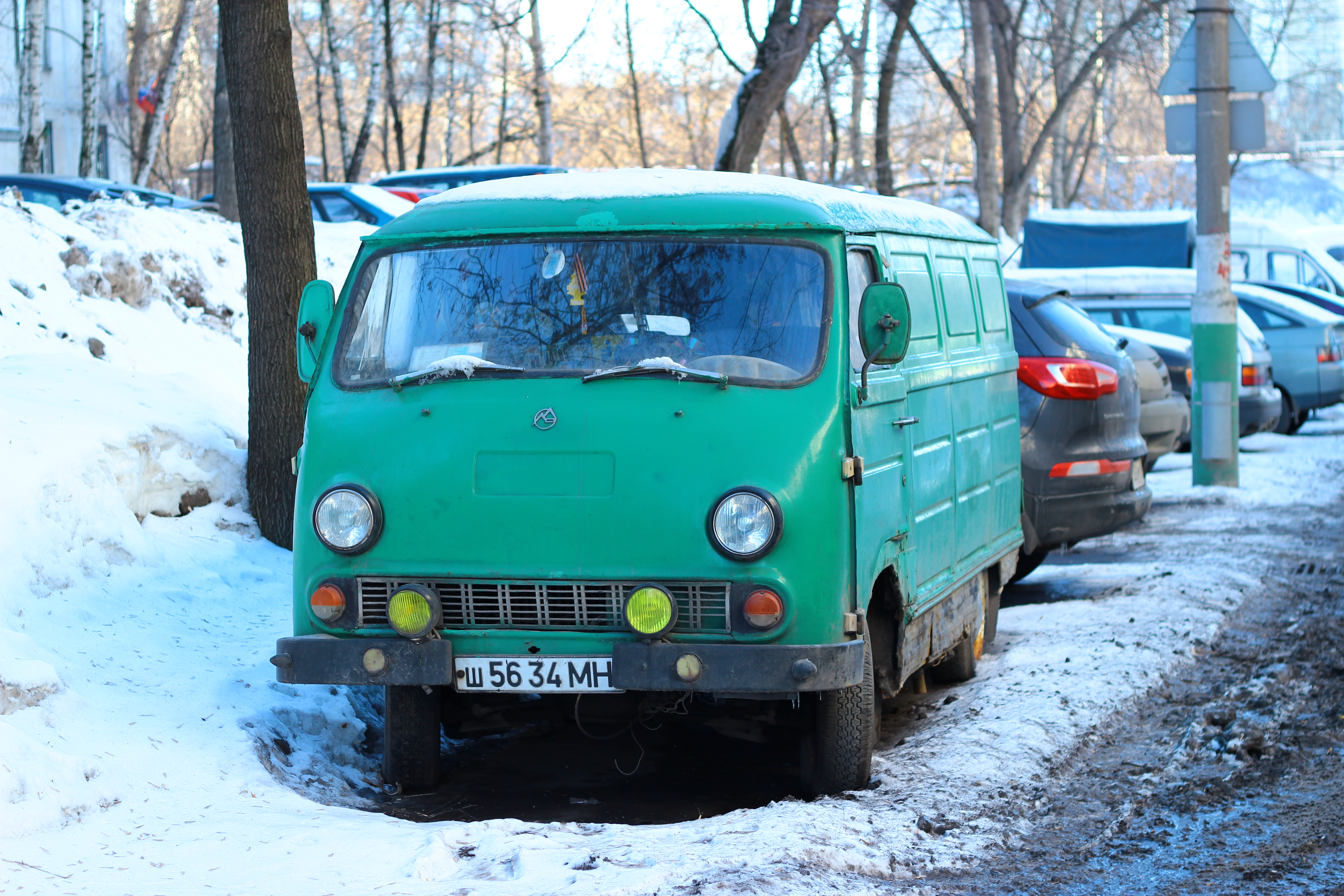
Ein JerAZ-762W in Moskau (2013)

Am späteren Standort von JerAZ hatte schon vorher eine Fabrik zur Fertigung von Gabelstaplern existiert. Per Erlass des Obersten Armenischen Sowjets vom 31. Dezember 1964 entstand 1965 eine Anlage zur Fertigung von Kleintransportern mit einer Nutzlast von 800 bis 1000 Kilogramm.
Während des Jahres 1965 wurden 66 Arbeiter bei UAZ in Russland und in der Rigaer Autobusfabrik geschult, die später einen Teil der Stammbelegschaft des Werkes stellten. Im April 1966 wurden die ersten zwei Prototypen der zukünftigen Kleintransporter präsentiert der auf dem RAF-977 basiert, bis Dezember waren 36 Fahrzeuge des neuen Typs JerAZ-762 entstanden. Theoretisch verfügt das Werk zu diesem Zeitpunkt über eine Kapazität von 400 Autos pro Jahr, bis 1968 wird diese auf 1000 Fahrzeuge pro Jahr gesteigert. Im Juni 1971 wird der Kleintransporter JerAZ-762 auf einer Ausstellung in Moskau ausgezeichnet, im September startet die Produktion der verbesserten Variante JerAZ-762A.
In den Jahren 1974 bis 1986 entwickelt und testet das Unternehmen auch Elektrofahrzeuge. Zu einer Serienproduktion kam es nicht. 1980 erreichte die Produktionskapazität des Werks die Marke von 13.000 Automobilen pro Jahr. 1982 lief das 100.000ste Fahrzeug vom Band. Bis 1987 stieg die Produktionskapazität weiter auf ca. 16.100 Fahrzeuge pro Jahr.
1995 wurde der Staatsbetrieb privatisiert und in eine Aktiengesellschaft überführt. Der Absatz der Fahrzeuge ging zurück, weil JerAZ nicht gegen westliche Hersteller konkurrieren konnte. Auch ein neu eingeführtes Modell, der JerAZ-3730, war nicht profitabel. Im November 2002 musste das Unternehmen Konkurs anmelden und wurde 2004 schließlich abgewickelt. In einer Versteigerung erwarb ein Produzent von Stahlkabeln die Fabrikanlage in Jerewan.

## Fahrzeugmodelle
Das Werk produzierte nur drei unterschiedliche Modelle.
- JerAZ-762 – Kleintransporter (Kastenwagen) Das Fahrzeug wurde in unterschiedlichen Versionen von 1966 bis 1996 in Serie gebaut, für genauere Informationen siehe dort.
- JerAZ-3218 – Minibus, basiert auf dem JerAZ-3730.
- JerAZ-3730 – Kastenwagen und Nachfolger des JerAZ-762, dem JerAZ-3218 ähnlich.